# Деметрий и Полибий
«Деме́трий и Поли́бий» (итал. Demetrio e Polibio) — первая по времени написания (хотя и не первая по времени постановки) опера прославленного итальянского композитора Джоаккино Россини, двухактная драма-сериа по либретто Винченцины Вигано-Момбелли. Премьера состоялась 18 мая 1812 года на сцене римского театра Валле.

## История
История оперы не совсем ясна. Под вопросом остаются и дата создания оперы, и партитура, и даже само авторство Россини, — по крайней мере, для некоторой части оперы. Автограф и либретто первых постановок не сохранились. Сохранился лишь написанный рукой самого Россини фрагмент партитуры для квартета из второго акта.
К дошедшему до наших дней наследию нужно добавить устные свидетельства композитора, бережно записанные немецким музыкантом и композитором Гиллером, беседовавшим с Россини в 1854 году уже на склоне его лет, а также восемь списков партитур, датированных временем, близким ко времени премьеры, но весьма различных между собой.
Опера писалась частями для семейной труппы Доменико Момбелли по либретто его второй жены, которое частями же выдавалось совсем ещё юному композитору. Поскольку поставлена опера была значительно позже, чем написана, она не стала дебютом композитора. Он не дирижировал на премьере оперы и вообще не интересовался её дальнейшей судьбой, и хотя в течение первых пятнадцати лет опера ставилась во многих крупных театрах Европы, к началу XX века она была совершенно забыта.
Со времени последней документально упомянутой постановки в Неаполе в 1838 году прошло почти 140 лет, когда 25 июля 1979 года, в рамках фестиваля «Opera Barga» в итальянском городке Барга, состоялось первое современное «возрождение» произведения. Следующая постановка прошла спустя ещё тридцать лет, в рамках традиционного Оперного фестиваля Россини на родине композитора, в итальянском городе Пезаро. Иными словами, сначала оперой интересовались, потому что она была новинкой, позже — потому что она стала редкостью.

### Вопрос датировки
Со слов Россини, в пересказе Фердинанда Гиллера, история создания его первого произведения звучит так:

«Момбелли был превосходным тенором; у него было две дочери, одна сопрано, другая — контральто; им был необходим только бас. Как полный вокальный квартет, без какой-либо помощи извне, они давали оперные представления в Болонье, Милане и других городах. Именно так они и появились в Болонье: они давали небольшую, но очень приятную оперу Портогалло. Я довольно необычно познакомился с Момбелли, а так как вы интересуетесь моими забавными историями, я вам её расскажу.
Хотя я был ещё мальчиком (мне было тогда тринадцать лет), но я уже был большим поклонником прекрасного пола. Одна из моих приятельниц и покровительниц — как мне назвать её? — очень захотела получить арию из вышеупомянутой оперы, исполненной Момбелли. Я отправился к переписчику и попросил его сделать для меня копию, но он отказал мне. Тогда я обратился с просьбой к самому Момбелли, но он также отказал. „Вам это не поможет, — заявил я ему. — Сегодня вечером я прослушаю оперу ещё раз и запишу из неё все, что мне понравится“. „Посмотрим“, — сказал Момбелли. Но я не поленился, прослушал оперу ещё раз очень внимательно и записал клавираусцуг и отнес его Момбелли. Он не хотел этому верить, пришёл в ярость, кричал о предательстве переписчика и ещё что-то в этом роде. „Если вы считаете, что я не способен на это, я прослушаю оперу ещё несколько раз и запишу полную партитуру прямо у вас на глазах“, — заявил я. Моя большая, но в данном случае обоснованная самоуверенность победила его недоверие, и мы стали добрыми друзьями»
Когда Фердинанд Гиллер спросил у него, много ли произведений он написал до того, как приступил к обучению у падре Маттеи, Россини ответил: «Целую оперу „Деметрий и Полибий“. Когда перечисляют мои оперы, её всегда упоминают позже. Это потому, что её впервые исполнили публично после нескольких драматических попыток, спустя четыре-пять лет после её написания. Первоначально я писал музыку для семейства Момбелли, даже не зная, что получится опера».

Гиллер спросил: «Момбелли заказал вам написать оперу?» Россини ответил так: «Он давал мне тексты то для дуэта, то для ариетты и платил по несколько пиастров за каждое произведение, и тем поощрял меня к дальнейшей деятельности. Так я и написал, сам того не зная, первую оперу».
Таким образом, по словам самого Россини, он познакомился с семьёй Момбелли в 1805 году («мне было тогда 13 лет»), и ещё до весны 1806 года («до того, как приступил к обучению у падре Маттеи») написал достаточно «номеров» для этой семьи, объединение которых можно было бы считать «небольшой оперой-сериа». Что и стало основанием для общепринятой, вплоть до универсальных энциклопедий, датировки произведения.
Однако если строго следовать словам композитора, премьера должна была состояться в 1809-м или в 1810 году («спустя четыре-пять лет»), — на самом же деле она состоялась в 1812-м; при этом в любом случае трудно удовлетворительно разъяснить, почему Момбелли так долго откладывал готовую к постановке оперу, почему способный написать небольшую оперу молодой человек четыре года даже не пытается написать следующую, почему ни одна из удачных арий из этой оперы не исполнялась за столь долгий срок отдельно, — и другие этим подобные недоразумения.
Как установил итальянский музыковед-текстолог Даниэле Карнини, семейная труппа Момбелли действительно давала в Болонье представление некой «небольшой оперы Портогалло», но не в 1805-м, а в 1810 году, когда Россини исполнилось уже 18 лет. При новой датировке всё рассказанное Россини Гиллеру в 1854 году о событиях сорокалетней давности звучит более правдоподобно. Тем более что в дальнейшем разговоре маэстро ещё раз ошибается, говоря, что премьера «Деметрия и Полибия» прошла в Милане в 1813 году.

### Вопрос оригинальной партитуры
Сохранилось восемь полных или почти полных списков партитур и один, содержащий только первый акт; при их сверке можно сделать вывод, что они, условно, восходят к трём различным первоисточникам:
- римскому списку, след которого тянется с премьеры 1812 года;
- болонскому «апокрифу» 1814 года, в котором появляется пара второстепенных персонажей;
- некоему манускрипту, в котором также присутствует только первоначальный квартет персонажей, в версии, отличающейся от «римского» оригинала, но зато соответствующей единственному фрагменту партитуры — квартету второго акта, — являющемуся подлинным автографом Россини.

Какой из первоисточников считать оригинальной версией оперы ещё предстоит выяснить в результате объёмной и кропотливой исследовательской работы. Однако можно с уверенностью утверждать, что первоначальный вариант был написан именно для квартета персонажей, — для труппы Доменико Момбелли, тенора-отца, двух дочерей, сопрано и контральто, и одного постоянного партнёра семьи — баса труппы. Различия же в партитурах предположительно объясняют тем, что Доменико Момбелли менял состав действующих лиц от четырёх до шести (более характерных для оперы-сериа) в зависимости от своих возможностей.

### Вопрос авторства
Поскольку опера сочинялась столь необычным образом — фрагментарно — невозможно достоверно сказать, какие именно фрагменты написаны Россини, частично или целиком, а к каким приложили руку «правообладатели» из семейства Момбелли, подготавливая оперу к очередной постановке. Слух о возможном соавторстве Доменико Момбелли возник почти сразу же после премьеры и преследовал оперу и далее. В 1814 году Стендаль, посещавший представление оперы в Комо, упоминает об этой пикантной подробности, но всё ещё как о слухе.
Уже упоминавшийся исследователь оперы, Даниэле Карнини, в своих работах доказывает, что увертюра написана не Россини, а Момбелли, как и отдельные номера, в частности, ария Сивена «Прошу прощения, отец» («Perdon ti chiedo, o padre») и ария Эвмена с хором «Вдали от любимого сына» («Lungi dal figlio amato») — обе из второго акта.
Чтобы поставить окончательную точку во всех этих вопросах, учёный итальянец предложил подготовить «научно-критическое» издание «Деметрия и Полибия», — по образцу предпринятого в 2005 году критического издания россиниевской же «Зельмиры». Часть проделанной им работы использовалась при подготовке к постановке первой оперы Россини на оперном фестивале в его родном городе Пезаро, в августе 2010 года. Фестиваль был юбилейным для его организаторов и очевидно, что довольно разборчивый комитет фестиваля отнёсся со вниманием к аргументам Карнини о новой датировке оперы, совместив своё тридцатилетие с пришедшемся как раз двухсотлетием «Деметрия и Полибия», — если допустить, что встреча Россини и Момбелли действительно имела место именно в 1810-м, а не в 1805 году.

## Либретто
Трудно объяснить, почему либретто выдавалось юному Россини частями. Либретто писала вторая жена Доменико Момбелли, Винченцина, урождённая Вигано. Она происходила из образованной и довольно известной в мире балета семьи. Её отец и её брат были хореографами. Для её брата Бетховен написал «Творения Прометея». Не лишённая дарований и, видимо, честолюбия, она писала стихи. Биографы Россини отзываются о её творчестве в лучшем случае сдержанно.
Выйдя замуж за популярного тенора Доменико Момбелли, она со временем стала матерью семейства с десятью детьми, но и при этом не оставляла мечту создать что-нибудь достойное вечности. Возможно, именно из-за её занятости задуманное либретто полноценной оперы-сериа продвигалось скачками. Возможно, её муж желал сэкономить, получив новую оперу почти задаром, и собирался ставить её под своим именем, но тут как раз молодой Россини вошёл в моду, и упоминание композитора как автора сулило бо́льшую прибыль.
Самим «бизнесом» семьи Момбелли было предопределено, что либретто будет облегчённым, «малобюджетным», рассчитанным на четыре голоса, три из которых — отец и дочери Момбелли. Две сестры, Эстер и Анна, являли собой необходимую основу — примадонны-сопрано и контральто-травести, — на которой в конце XVIII-начале XIX века всё ещё незыблемо покоилась опера-сериа. За образец была взята ещё незабытая опера законодателя итальянской оперы-сериа Пьетро Метастазио «Деметрий, Царь Сирийский»; в свою очередь, Метастазио, скорее всего, писал свою оперу по мотивам пьесы Пьера Корнеля «Дон Санчос, король Арагонский».
Но нельзя сказать, что сюжет метастазиевского «Деметрия» был перенесён без обработки: если у Метастазио прототипом выступает сирийский царь Деметрий I Сотер, то у Винченцины Момбелли прототипом Деметрия-Сивена нужно признать Деметрия II Никатора.

## Действующие лица
| Роль                                                              | Голос      | Состав на премьере, 18 мая 1812 года |
| ----------------------------------------------------------------- | ---------- | ------------------------------------ |
| Полибий, Царь Парфии                                              | бас        | Лодовико Оливьери                    |
| Лизинга, его дочь                                                 | сопрано    | Мария Эстер Момбелли                 |
| Сивен/Деметрий-младший, возлюбленный Лизинги                      | контральто | Мария Анна Момбелли                  |
| Эвмен/Деметрий-старший, Царь Сирии, отец Сивена-Деметрия-младшего | тенор      | Доменико Момбелли                    |

## Синопсис
II-й век до н. э..
Парфия

### Акт 1
Зал для приёмов во дворце царя Парфии.
Справедливый и благородный царь Парфии Полибий (бас) любит своего приёмного сына Сивена (контральто) как родного, и намерен отдать ему руку своей дочери Лизинге (сопрано), а затем и передать трон. Оба переполнены поистине родственными и нежными чувствами друг к другу.
Идиллия нарушается прибытием посланника из враждебной Сирии — Эвмена (тенор), доверенного лица царя Деметрия. Взамен даров, принесённых им Полибию, Эвмен требует отдать ему Сивена, который ещё мальчиком пропал во время войны и который, по твёрдому убеждению посланника, является сыном Минтея, наиболее приближенного министра царя Деметрия.
Теперь же, после смерти министра, царь Сирии, потерявший когда-то давно законного наследника, хочет завещать свой трон Сивену, вернув его на родину. Полибий, который возлагал на Сивена большие надежды, и Сивен, обеспокоенный тем, что его мечты о счастье с Лизингой будут разбиты, возмущены. Полибий даёт решительный отказ Эвмену, тот же грозит ему войной.
Интерьер храма.
Полибий венчает Сивена и Лизингу, и сообщает молодожёнам, что пока Сивен остаётся в Парфии, им грозит война, но Сивен не собирается покидать Парфию. Лизинга говорит, что если понадобится, она тоже готова взяться за оружие. Когда она уходит, Сивен утешает Полибия.
Площадь перед дворцом.
Тем временем Эвмен говорит своим сторонникам, что решил этой ночью похитить Сивена и уже подкупил стражу.
Апартаменты во дворце.
В темноте вместо Сивена Эвмен похищает Лизингу. Когда он понимает, что ошибся, то берёт её для обмена на Сивена. Эвмен поджигает апартаменты, чтобы предотвратить погоню. Подоспевшие на шум Сивен и Полибий уже ничего не могут сделать, наблюдая через стену огня, как Эвмен с Лизингой и своими людьми удаляются прочь.

### Акт 2
Апартаменты во дворце.
Безутешный отец в полном отчаянии: его дочь похищена. Сивен сообщает, что разведал, где Эвмен прячет Лизингу и призывает всех немедленно отправиться на её освобождение.
За пределами города.
Эвмен пытается убедить Лизингу, что его намерения благородны; неожиданно появляются Полибий и Сивен со своими сторонниками. Эвмен грозит убить Лизингу, если Сивен не останется с ним. Но Полибий делает аналогичное заявление относительно Сивена. Вдруг Эвмен замечает на груди у Сивена медальон, окончательно рассеивающий все сомнения: Сивен — его родной сын. Противоборствующие стороны обмениваются заложниками. Несмотря на протесты влюбленных, их разлучают. Оставшись наедине с Сивеном, Эвмен говорит ему, что является его настоящим отцом. Сивен просит у него прощение, моля о воссоединении с Лизингой.
Комната для аудиенций во дворце.
Лизинга в воинственно приподнятом состоянии перед всем царским двором сообщает о непреклонном решении взяться за оружие и идти спасать Сивена. Полибий одобряет этот порыв — и Лизинга с «гвардией» немедленно отправляется в путь.
В окрестностях сирийского лагеря.
Пока Сивен настаивает на воссоединении с возлюбленной, неожиданно появляется сама Лизинга со своими людьми, намеренная убить Эвмена. Эвмен в первый миг думает, что родной сын предал его. Однако Сивен решительно встает между «гвардией» Лизинги и отцом. Глубоко тронутый Эвмен заключает обоих молодых людей в свои объятия. Все уже готовы отправиться к Полибию с радостными вестями, как неожиданно появляется и он сам.
Окончательно всё проясняет Эвмен, всенародно открывающий своё инкогнито: он не только царь Сирии Деметрий, но и настоящий отец Сивена. Деметрий предлагает союз Полибию, который должна скрепить свадьба их детей.
Занавес при всеобщем ликовании.

## «Виртуозные номера»
1. I акт. «№ 2». Необычно для оперы-сериа расположенный — сразу после увертюры — дуэт «Ты не мой сын» («Mio figlio non sei») производил впечатление очень сильного начала; дуэт, по словам самого Россини, распевали ещё долгое время после премьеры.
2. II акт. № 5[5].

Написанный в моцартовском духе, квартет «Даруй мне отныне Сивена» («Donami omai Siveno») стал самым известным номером в «Деметрии и Полибии». Стендаль, утверждающий, будто слушал эту оперу на открытии нового театра в Комо в 1814 году, написал о квартете: «Ничего в мире нет выше этого музыкального произведения; если бы Россини написал только этот квартет, Моцарт и Чимароза признали бы его равным себе. Он отличается легкостью туше (в живописи это называется „сделать что-то из ничего“), подобного я никогда не видел даже у Моцарта»